# El Feidh
El Feidh (în arabă الفيض) este o comună din provincia Biskra, Algeria.
Populația comunei este de 12.602 locuitori (2008).